# Brabira
Brabira is een geslacht van vlinders van de familie spanners (Geometridae), uit de onderfamilie Larentiinae.

## Soorten
- B. apatopleura Prout, 1934
- B. artemidora Oberthür, 1884
- B. atkinsonii Moore, 1888
- B. costimacula Wileman, 1915
- B. emerita Prout, 1926
- B. mesoschides Prout, 1929
- B. operosa Prout, 1958
- B. ruficorpus Warren, 1901